# (464053) 2014 WL220
(464053) 2014 WL220 es un asteroide perteneciente al cinturón de asteroides, descubierto el 1 de abril de 2008 por el equipo Spacewatch desde el Observatorio Nacional de Kitt Peak (Arizona, Estados Unidos).